# 類人體 (電影)
《類人體》（英語：Man-Thing），是2005年上映的美国恐怖电影，由Brett Leonard執导。该电影由漫威漫画同名漫画改编，讲述石油大亨的代理人在探索一个沼泽的油井时失踪，当地警长经过调查发现類人體。
该电影于2005年在Sci Fi Channel上播放。马修·勒内韦，瑞切尔·泰勒和杰克·汤普森参演该片。这部电影是在少数国际市场上映。
2000年，漫威娛樂與Artisan Entertainment達成協議，將至少15個超級英雄變成真人電影、電視劇和網上影片，包括對“類人體”的改編。
在2001年首次公佈類人體電影製作計劃。

## 外部連結
- 互联网电影数据库（IMDb）上《Man-Thing》的资料（英文）
- Box Office Mojo上《類人體》的資料（英文）
- 爛番茄上《類人體》的資料（英文）